# Arpajon
 Arpajon  es una población y comuna francesa, en la región de Isla de Francia, departamento de Essonne, en el distrito de Palaiseau y cantón de Arpajon.
El antiguo Hôtel-Dieu, del siglo XV, fue un albergue para peregrinos del Camino de Santiago.

## Demografía
| 4069 | 4550 | 5935 | 6576 | 8105 | 7999 | 8713 | 9053 |
| Para los censos de 1962 a 1999 la población legal corresponde a la población sin duplicidades (Fuente: INSEE [Consultar]) |      |      |      |      |      |      |      |

Forma parte de la aglomeración urbana de París.

## Hermanamientos
- Freising  Alemania desde 1991